# براكاش أمريتراج
براكاش أمريتراج (بالإنجليزية: Prakash Amritraj)‏ مواليد 2 أكتوبر 1983 في لوس أنجلوس، هو لاعب كرة مضرب هندي سابق بدأ مسيرته كمحترف سنة 2003 وكان يلعب باليد اليمنى. أعلى تصنيف له في الفردي كان المركز الـ 154 في سنة 2009.

## الميداليات
| الميدالية | المسابقة               |
| --------- | ---------------------- |
| ذهبية     | ألعاب أفرو-آسيوية 2003 |

## روابط خارجية
- براكاش أمريتراج على موقع IMDb (الإنجليزية)
- براكاش أمريتراج على موقع قاعدة بيانات الفيلم (الإنجليزية)

- براكاش أمريتراج على موقع رابطة محترفي التنس (الإنجليزية)
- براكاش أمريتراج على موقع الاتحاد الدولي لكرة المضرب (الإنجليزية)
- براكاش أمريتراج على موقع كأس ديفيز (الإنجليزية)
- براكاش أمريتراج على موقع خلاصة التنس.كوم (الإنجليزية)
- براكاش أمريتراج على موقع إي إس بي إن.كوم (الإنجليزية)